# ليندي كيلي
ليندي كيلي (بالإنجليزية: Lindy Kelly)‏ (1952، هاميلتون في نيوزيلندا)؛ روائية نيوزيلندية.